# Unterseeboot 76 (1940)
Pour les articles homonymes, voir Unterseeboot 76.
L'Unterseeboot 76 ou U-76 est un sous-marin allemand (U-Boot) de type VII.B construit pour la Kriegsmarine pendant la Seconde Guerre mondiale.

## Construction
L'U-76 fait partie du programme 1937-1938 pour une nouvelle classe de sous-marins océaniques. Il est de type VII B lancé entre 1936 et 1940. Construit dans les chantiers de Bremer Vulkan-Vegesacker Werft à Brême, la quille du U-76 est posée le 28 décembre 1939 et il est lancé le 3 octobre 1940. L'U-76 entre en service deux mois plus tard.

## Historique
Mis en service le 3 décembre 1940, l'U-76 commence son activité comme sous-marin d'entrainement, affecté à la 7. Unterseebootsflottille basée à Kiel.

Le 1er mars 1941, l'U-75 devient opérationnel toujours dans la 7. Unterseebootsflottille à Kiel, puis à la base sous-marine de Saint-Nazaire en France.
Il commence sa première patrouille de guerre, quittant le port de Kiel, le 28 mars 1941, sous les ordres du Oberleutnant zur See Friedrich von Hippel. Au terme de neuf jours de mer et de deux navires marchands coulés pour un total de 7 290 tonneaux, l'U-76 est à son tour coulé le 5 avril 1941 au sud de l'Islande, à la position géographique de 58° 35′ N, 20° 20′ O par des charges de profondeurs lancées du destroyer britannique HMS Wolverine  et du sloop britannique Scarborough. L'U-76 fait surface, avant de sombrer. L'attaque coûte la vie à l'un des quarante-trois marins de son équipage.

## Affectations
- 7. Unterseebootsflottille à Kiel du 3 décembre 1940 au 1er mars 1941 (entraînement)
- 7. Unterseebootsflottille à Kiel du 1er mars 1941 au 5 avril 1941 (service actif)

## Commandements
- Oberleutnant zur See Friedrich von Hippel du 3 décembre 1940 au 5 avril 1941

## Patrouilles
|       | Commandant                 | Départ       | Départ | Arrivée      | Arrivée | Jours   | Succès  |
| ----- | -------------------------- | ------------ | ------ | ------------ | ------- | ------- | ------- |
|       | Oblt. Friedrich von Hippel | 19 mars 1941 | Kiel   | 26 mars 1941 | Bergen  | 8 jours |         |
| 1     | Oblt. Friedrich von Hippel | 28 mars 1941 | Bergen | 5 avril 1941 | Coulé   | 9 jours | 7 290   |
| Total | Total                      | Total        | Total  | Total        | Total   | 9 jours | 7 290 t |

Note : Oblt. = Oberleutnant zur See

## Navires coulés
L'Unterseeboot 76 a coulé 2 navires marchands pour un total de 7 290 tonneaux et 2 navires de guerre pour un total de 744 tonnes au cours de l'unique patrouille (9 jours en mer) qu'il effectua.
| Date         | Nom        | Nationalité | Tonnage (GRT) | Fait  |
| ------------ | ---------- | ----------- | ------------- | ----- |
| 3 avril 1941 | SS Daphne  | Finlande    | 1 939         | Coulé |
| 4 avril 1941 | SS Athenic | Royaume-Uni | 5 351         | Coulé |